# Allée Gabriel-Biénès
Rond-point André-Cros
L'allée Gabriel-Biénès (en occitan : alèa Gabrièl Bienès) et le rond-point André-Cros (en occitan : redond Andreu Cros) sont deux voies de Toulouse, chef-lieu de la région Occitanie, dans le Midi de la France.

## Situation et accès

### Description
L'allée Gabriel-Biénès et le rond-point André-Cros sont deux voies publiques. Elles se trouvent sur l'île du Ramier, dans le secteur 5 - Sud-Est.
L'allée Gabriel-Biénès naît dans le prolongement de l'allée du Professeur-Camille-Soula, dont elle se sépare au niveau du rond-point André Cros. Longue de 505 mètres, rectiligne et orientée au nord, elle longe d'abord à gauche les installations du Stadium municipal, et donne accès de chaque côté aux places de stationnement du parking B. Elle est ensuite surplombée par le pont Pierre-de-Coubertin, puis longe le complexe de la piscine municipale Alfred-Nakache à gauche – face à l'entrée s'ouvre, à droite, la rue Colette-Besson, qui rejoint l'allée du Professeur-Camille-Soula. Enfin, l'allée Gabriel-Biénès se termine au niveau d'un carrefour formé par l'allée Jacques-Lacassagne, qui permet de rejoindre le pont Pierre-de-Coubertin et le pont du Garigliano, et l'allée du Professeur-Camille-Soula, qui se prolonge jusqu'au pont de Banlève et à l'avenue du Grand-Ramier.
La chaussée compte une seule voie de circulation automobile en sens unique, de l'allée du Professeur-Camille-Soula, au nord, vers le rond-point André-Cros, au sud. Elle est bordée de chaque côté par une bande cyclable.

### Voies rencontrées
L'allée Gabriel-Biénès rencontre les voies suivantes, dans l'ordre des numéros croissants :
1. Allée du Professeur-Camille-Soula
2. Rond-point André-Cros
3. Rue Colette-Besson (d)
4. Allée Jacques-Lacassagne (d)
5. Allée du Professeur-Camille-Soula

### Transports
L'allée Gabriel-Biénès et le rond-point André-Cros ne sont pas directement desservis par les transports en commun Tisséo. Ils sont cependant proches du pont Pierre-de-Coubertin où se trouvent les arrêts des lignes de Linéo L4L5 et de bus 34152.
Il n'existe pas de station de vélos en libre-service VélôToulouse à proximité immédiate de l'allée Gabriel-Biénès.

## Odonymie
L'allée Gabriel-Biénès ne fut longtemps qu'un chemin rural de l'île du Ramier, qui ne portait aucune dénomination particulière. Simple allée au milieu du XIXe siècle, elle prit en 1963 le nom de Gabriel Biénès (1937-1957). Joueur de rugby, il était membre du Toulouse olympique employés club (TOEC).
Lors du conseil municipal du 30 juin 2023, le nom d'André Cros (1926-2021) est donné au rond-point qui se trouve au sud de l'allée Gabriel-Biénès. Il apprend la photographie auprès de Jean Dieuzaide entre 1945 et 1961, puis devient, jusqu'en 1988, le correspondant local du journal Sud-Ouest. En 2007, il vend son fonds photographique à la mairie de Toulouse : il est désormais conservé aux archives municipales où il a été numérisé. Il est depuis valorisé, particulièrement par des expositions publiques. André Cros habitait route de Seysses, dans le quartier de Bordelongue.

## Histoire
Depuis le début du XXe siècle, les différentes municipalités s'efforcent d'aménager le « Parc toulousain » sur les îles du Ramier, un vaste parc d'une cinquantaine d'hectares. L'aménagement d'un parc avec kiosque à musique et café-restaurant date de 1904. En 1907, l'architecte Joseph Galinier dessine un théâtre de verdure de 1 300 places, le théâtre de la Nature, au nord de l'île. En mars 1931, le projet d'un « stadium populaire » et d'une « piscine d'été et d'hiver » est approuvé par le conseil municipal dirigé par Étienne Billières. La municipalité fait appel aux architectes Jean Montariol et Robert Armandary.

## Patrimoine et lieux d'intérêt

### Piscine municipale Alfred-Nakache
Inscrit MH (1993) et  Patrimoine XXe siècle (2007).
La piscine municipale Alfred-Nakache est construite entre 1927 et 1934, dans le cadre de la construction d'équipements sportifs par la municipalité socialiste d'Étienne Billières. C'est l'architecte de la ville, Jean Montariol, accompagné d'un jeune architecte basque, Robert Armandary, et en association avec Paul Barthe, directeur des Charpentiers toulousains, qui conçoit le projet d'ensemble. Ils font appel pour le décor au sculpteur Henry Parayre et au céramiste Gustave Violet.
La porte principale, au nord, ouvre sur l'esplanade Georges-Vallerey. L'entrée monumentale, surnommée le Minaret, est construite en 1931, sur un dessin de Robert Armandary. Le groupe sculpté représente une femme, un enfant à ses côtés, allongée sur une urne d'où jaillit de l'eau : elle représente une déesse de l'Hygiène.
Le bassin de la piscine ouverte, de 150 mètres de long sur 50 mètres de large, est à son inauguration le plus grand d'Europe : il doit être, comme l'annonce la Dépêche de Toulouse en 1931, « une plage de luxe pour le prolétariat ». La profondeur est variable, entre 1 et 1,80 mètre. Le bassin était entouré d'une plage de sable. Il est dominé à l'est par une colline artificielle. Bâtie en enrochement de pierre de lave du Vésuve, elle est aménagée comme une grotte où sont ménagés des passages et des escaliers. Elle est surmontée d'un kiosque circulaire en béton, formé de colonnes et décoré d'une frise de briques crénelée. Elle est cependant fermée depuis 2008 à cause de la dégradation du matériau
À l'est se trouve un bassin en hémicycle de faible profondeur, entre 0,60 et 0,80 mètre. À l'ouest, la piscine sportive, de 50 mètres de long sur 16 mètres de large, est entourée de gradins qui peuvent recevoir 2 000 spectateurs.
Le grand bâtiment, inauguré en 1934, est long de 130 mètres et large de 30 mètres. Il abrite la piscine couverte, les vestiaires, des salles de sport et des salles de réunion. L'ossature du bâtiment est en béton armé, ce qui permet de couvrir de vastes espaces, tout en ouvrant largement les façades. Le fronton est mis en valeur par une frise en céramique de Gustave Violet. Elle présente des sportifs (deux joueurs de pelote, un tennisman et une tenniswoman, un footballeur et un rugbyman), mais aussi un soldat, deux aviateurs, dont un tenant une hélice, des enfants présentant des fleurs, un homme maîtrisant un cheval, des alpinistes. Au centre, trois femmes reçoivent les fleurs que leur tendent les enfants,.